# James McCaffrey
James McCaffrey (ur. 30 listopada 1958 w Belfaście, zm. 17 grudnia 2023 w Larchmont) – amerykański aktor i producent filmowy i telewizyjny, najbardziej znany jako Michael Payton / Joe Astor w serialu NBC Viper (1994, 1996–1999) oraz jako nowojorski strażak Jimmy Keefe, duch martwego kuzyna strażaka Tommy’ego Gavina (Denis Leary) z serialu FX Wołanie o pomoc (Rescue Me, 2004–2011). Użyczył również głosu tytułowemu bohaterowi we wszystkich częściach gry Max Payne (2001), Max Payne 2: The Fall of Max Payne (2003) i Max Payne 3 (2012), a w ostatniej także twarzy. 

## Życiorys

### Wczesne lata
Urodził się w Belfaście w Irlandii Północnej. Wychowywał się w Albany, stolicy stanu Nowy Jork. Uczęszczał na University of New Haven na stypendiach piłkarskich, baseballowych i artystycznych. Po ukończeniu studiów przeniósł się do Bostonu w stanie Massachusetts, gdzie zarabiał na życie jako artysta, grafik i dyrektor artystyczny. Pracował również jako barman w restauracji Gatsby's na Boylston Street.

### Kariera
Od roku 1987 związał się z Actors Studio. W jego teatralnym dorobku znajdują się: Florentyna, Kochankowie i szaleńcy, Punkty Grossa, The Basket Weaver oraz In Ten Cities w The Workhouse Theatre, gdzie w latach 1992-99 był współwłaścicielem. 
Na ekranie pojawił się na ekranie od późnych lat 80.. Pojawił się w komedii romantycznej Jak pies z kotem (The Truth About Cats & Dogs, 1996) jako Roy z Umą Thurman, jednym z odcinków serialu HBO Seks w wielkim mieście (Sex and the City) - pt. „The Monogamists” (1998) jako Max, a także w jedenastu odcinkach opery mydlanej CBS As the World Turns (2003), komediodramacie biograficznym Amerykański splendor (American Splendor, 2003) jako Fred u boku Paula Giamattiego i Hope Davis, komedii romantycznej Broken English (2007) jako Perry z Parker Posey i Melvilem Poupaudem, dramacie muzycznym Feel the Noise (2007) jako Jeffrey Skyler z wokalistą R&B Omarionem, serialu USA Network W garniturach (Suits, 2013–2015) jako Gordon Specter, ojciec Harveya (Gabriel Macht) oraz dramacie Blind (2016) jako Howard z Alekiem Baldwinem i Demi Moore. 
4 sierpnia 2016 roku na Off-Broadwayu miała miejsce premiera spektaklu Austin, gdzie zagrał postać Martina Cassidy’ego.
Zmarł na raka 17 grudnia 2023.

## Filmografia
- The Eyes of St. Anthony (1991)
- Viper (1994, 1998–1999)
- Burnzy's Last Call (1995)
- Jak pies z kotem (1996)
- Szakal (1997)
- Nick and Jane (1997)
- Kod porozumienia (1999)
- Coming Soon (1999)
- The Florentine (1999)
- Amerykański splendor (2003)
- Seks w wielkim mieście
- Ona mnie nienawidzi (2004)
- Fresh Cut Grass (2004)
- Wołanie o pomoc (TV) (2004–2009)
- Siła strachu (2005)
- Szukając miłości (2007)
- Poczuj rytm (2007)
- Canterbury's Law (2008)
- Busted Walk (2008)
- Last Call (2008)
- Sordid Things (2009)
- NoNAMES (2010)
- Camp Hope (2010)
- Sibling: Marcus Miller the Orphan Killer (2010)
- Meskada (2010)

## Gry komputerowe
- Max Payne (2001) (jako Max Payne)
- Max Payne 2: The Fall of Max Payne (2003) (jako Max Payne)
- Alone in the Dark (2008) (jako Edward Carnby)
- Alan Wake (2010) (jako Thomas Zane)
- Max Payne 3 (2012) (jako Max Payne)
- Control (2019) (jako Zachariah Trench)